# Macropodus opercularis
Macropodus opercularis é um peixe da subordem Anabantoidei (anabantídeos), família Osphronemidae. São caracterizados por possuirem um órgão respiratório semelhante a um pulmão, designado por orgão labirinto, que lhes permite respirar ar. Muito apreciados na aquariofilia, são agressivos com peixes menores e até equivalentes em tamanho. Originários do Leste Asiático. Seu nome popular (no Brasil) é peixe-paraíso ou peixe-do-paraíso.

## Galeria

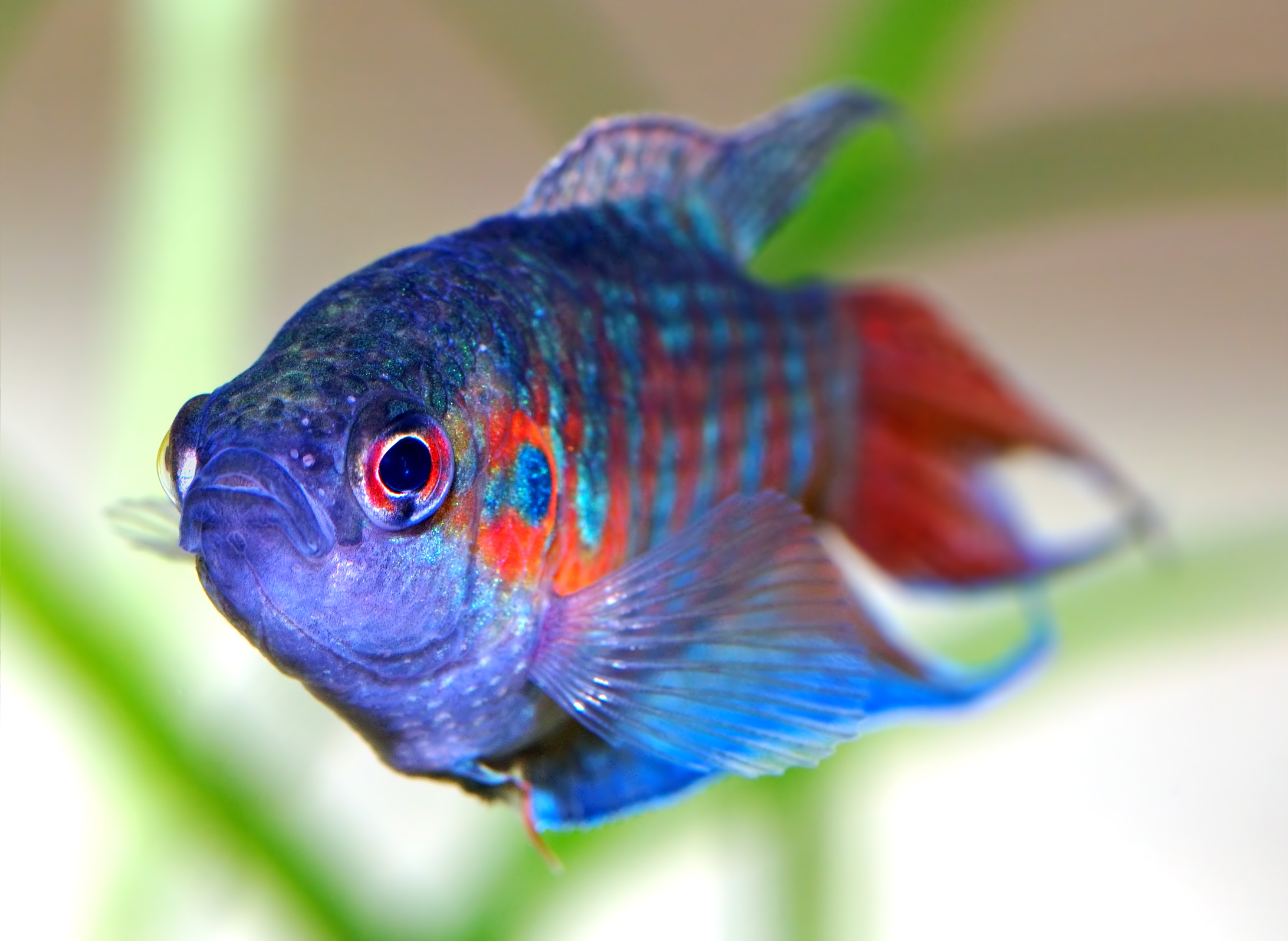
Vista frontal
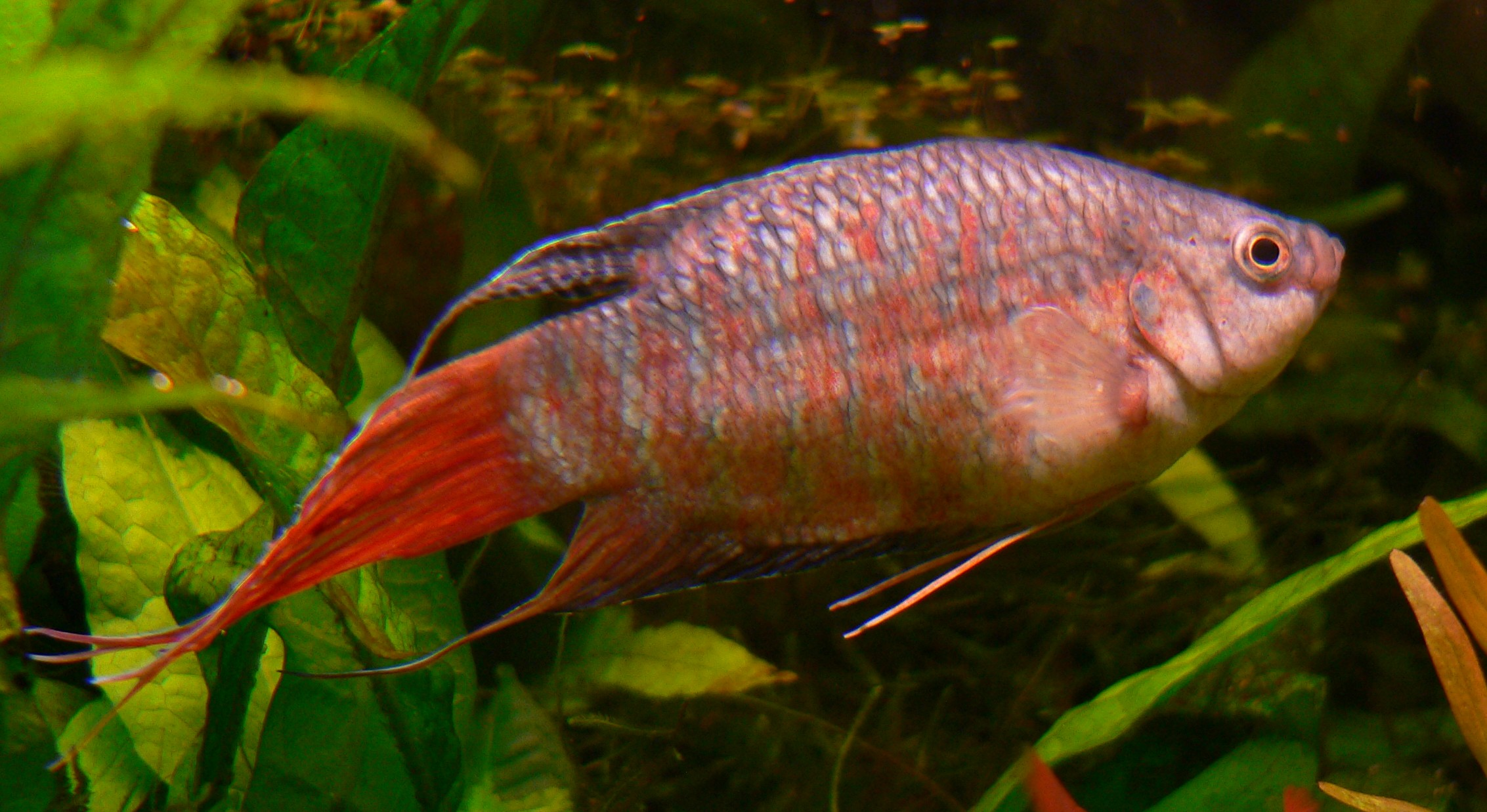
Vista lateral
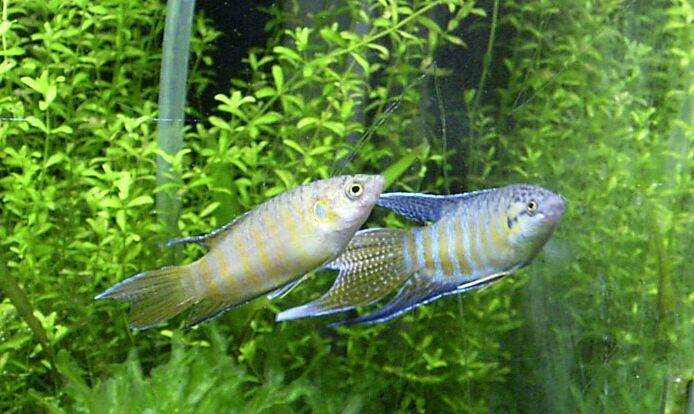
Fêmea a esquerda e macho à direita
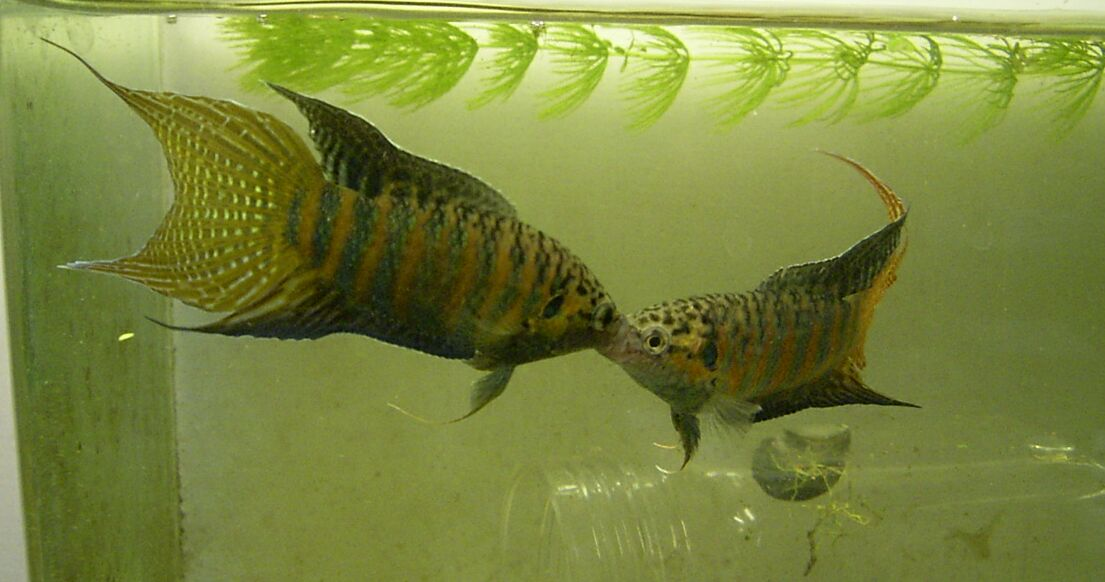
Dois machos em interacção